# 쿠르드어

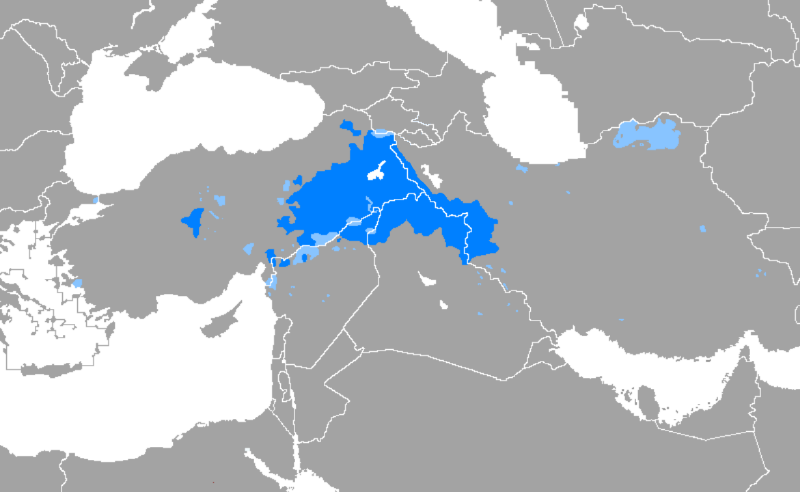
쿠르드어의 분포

쿠르드어(쿠르드어: Kurdî, 페르시아어: کردی)는 중동에 있는 쿠르디스탄에서 쓰이는 인도유럽어족 이란어군의 언어 또는 언어군이다.
역사적으로 쿠르디스탄이라고 불리는 지역에서 4천5백60만명의 쿠르드족에 의해 사용된다. 이라크와 이라크령 쿠르디스탄에서는 아랍어와 함께 공용어이며, 쿠르드족이 가장 많이 살고 있는 터키 동남부 지역에서도 일상어로서 위치가 확고한 편이다. 이란과 시리아의 쿠르드족 거주 지역에서도 널리 사용되며, 아르메니아에서도 지역 소수 언어로 공인되어 있다. 문자는 쿠르드족이 속한 각 나라마다 라틴 문자, 아랍 문자, 키릴 문자 등이 쓰이며, 여러 라틴 문자 정서법들도 서로 조금씩 차이가 있다.
단일 언어가 아닌 방언연속체로 이루어진 언어군으로 여겨지며, 크게 쿠르만지어(북부 방언), 소라니어(중부 방언), 그리고 팔레와니어(남부 방언)으로 나뉜다. 세 방언은 각각 터키, 이라크, 이란에 다수의 화자가 거주하나 분포는 국경과 큰 일치를 보이지는 않는다.

## 쿠르드어와 다른 인도유럽어족과의 관계
| 쿠르드어      | 소라니어      | 자자키어   | 페르시아어     | 독일어   | 에스파냐어                                             | 한국어         |
| ------------- | ------------- | ---------- | -------------- | -------- | ------------------------------------------------------ | -------------- |
| Ghir/Mezin    | Gewre/Mezin   | Gird / pil | Gonde          | Groß     | Grande                                                 | 커다란, 최고의 |
| Erd           | Herd          | Hard       | Zamin          | Erde     | Tierra                                                 | 땅, 지구       |
| Hêk           | Hêlke         | Heq        | Tokhm-e-Morgh  | Ei       | Huevo                                                  | 알, 달걀       |
| Bilind        | Bilind/Berz   | Berz       | Boland         | Hoch     | Alto                                                   | 높은           |
| Masî          | Masî          | Mase       | Mâhi           | Fisch    | Pez                                                    | 물고기, 생선   |
| Roh/Roj/Hetav | Roj/Hetaw/Xor | Rej        | Xor-shid/Âftâb | Sonne    | Sol                                                    | 해             |
| Av            | Aw            | Awe        | Âb             | Wasser   | Agua                                                   | 물             |
| Bihar         | Behar         | Wisar      | Bahâr          | Frühling | Primavera                                              | 봄             |
| Tarî          | Tarîk         | Tarî       | Tarik          | Dunkel   | Oscuro                                                 | 어둠           |
| Dev           | Dem           | Fek        | Dahân          | Mund     | Boca                                                   | 달             |
| Şev           | Şew           | Şewe       | Shab           | Nacht    | Noche                                                  | 밤             |
| Ziman         | Ziman/Ziwan   | Zun / Zonê | Zaban          | Sprache  | Idioma(이베리아 토착어), Lenguaje(아랍어 방언, 라틴어) | 말, 언어       |